# Larimichthys crocea
Larimichthys crocea és una espècie de peix de la família dels esciènids i de l'ordre dels perciformes.

## Morfologia
- Els mascles poden assolir 80 cm de longitud total.
- Nombre de vèrtebres: 25-26.[1][2]

## Alimentació
Menja crustacis i peixos.

## Hàbitat
És un peix de clima temperat (34°N-23°N) i bentopelàgic.

## Distribució geogràfica
Es troba a l'oceà Pacífic nord-occidental: els mars Groc i de la Xina Oriental.

## Observacions
És inofensiu per als humans.